# El Sireno

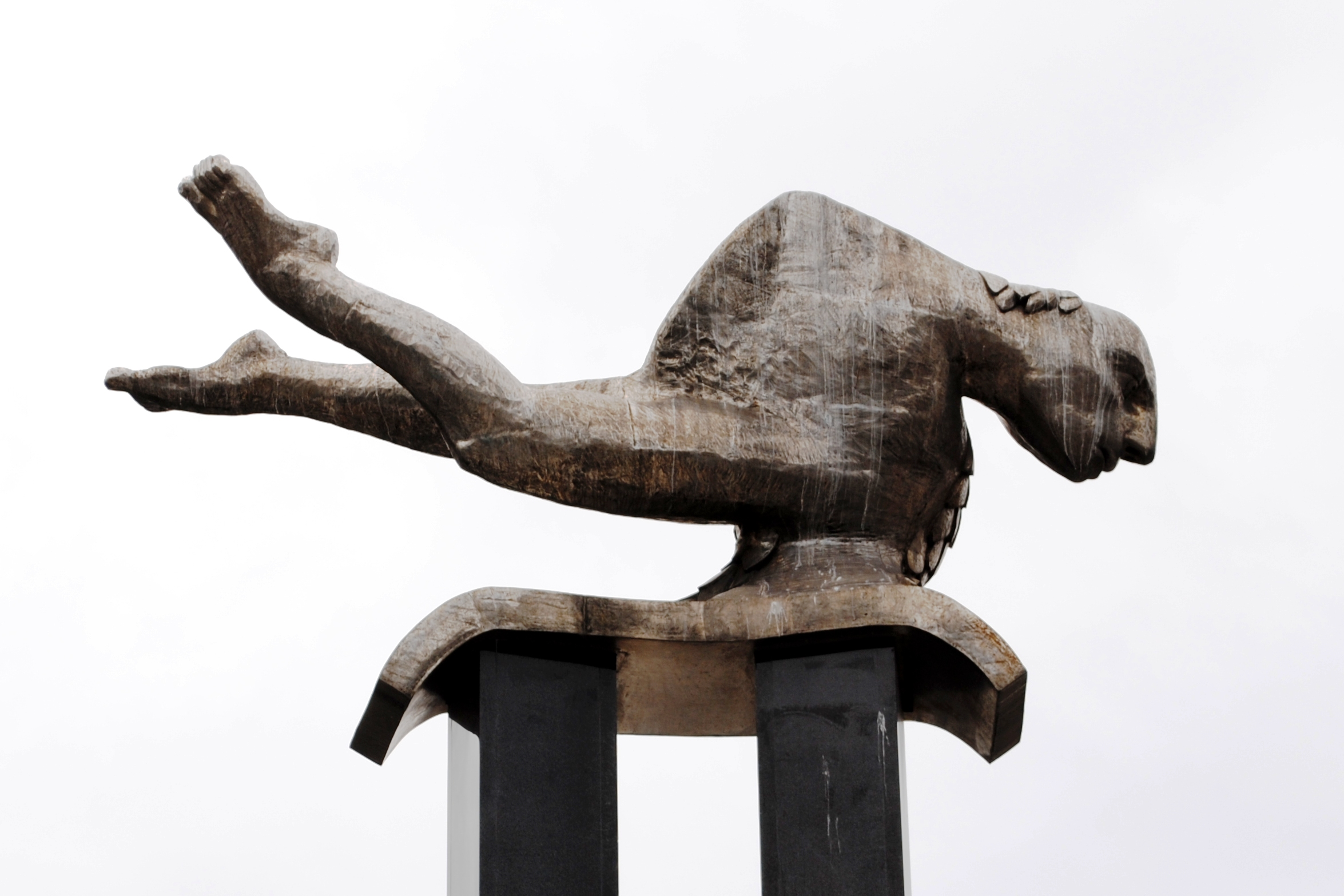
El Sireno visto desde las calles Policarpo Sanz y Príncipe.

El sireno es una escultura realizada por el escultor cambadés Francisco Leiro que se encuentra en la Puerta del Sol, en el centro de la ciudad de Vigo, frente al Edificio Simeón. El nombre que el autor le puso inicialmente a la obra era Hombre Pez.

## Descripción
Fue instalada en Vigo en el año 1991, junto con otras muchas esculturas de la ciudad, como el Monumento a los caballos de la Plaza de España, la Puerta del Atlántico en las traviesas (Plaza de América), El rapto de Europa en Samil o el Monumento al trabajo en  la Gran Vía. El Sireno es un icono de la ciudad, por ser una de las obras más polémicas que divide en opiniones a la ciudadanía de Vigo.
La figura antropomorfa, el Sireno en si, está realizado en acero inoxidable y representa un personaje imaginario híbrido entre pez y hombre. No tiene brazos, aunque sí piernas y pies, una gran cabeza con un gran nariz y escamas por el cuerpo. Se asienta sobre dos columnas de mármol negro pulido de 11 metros de altura.

## Galería de imágenes

El Sireno
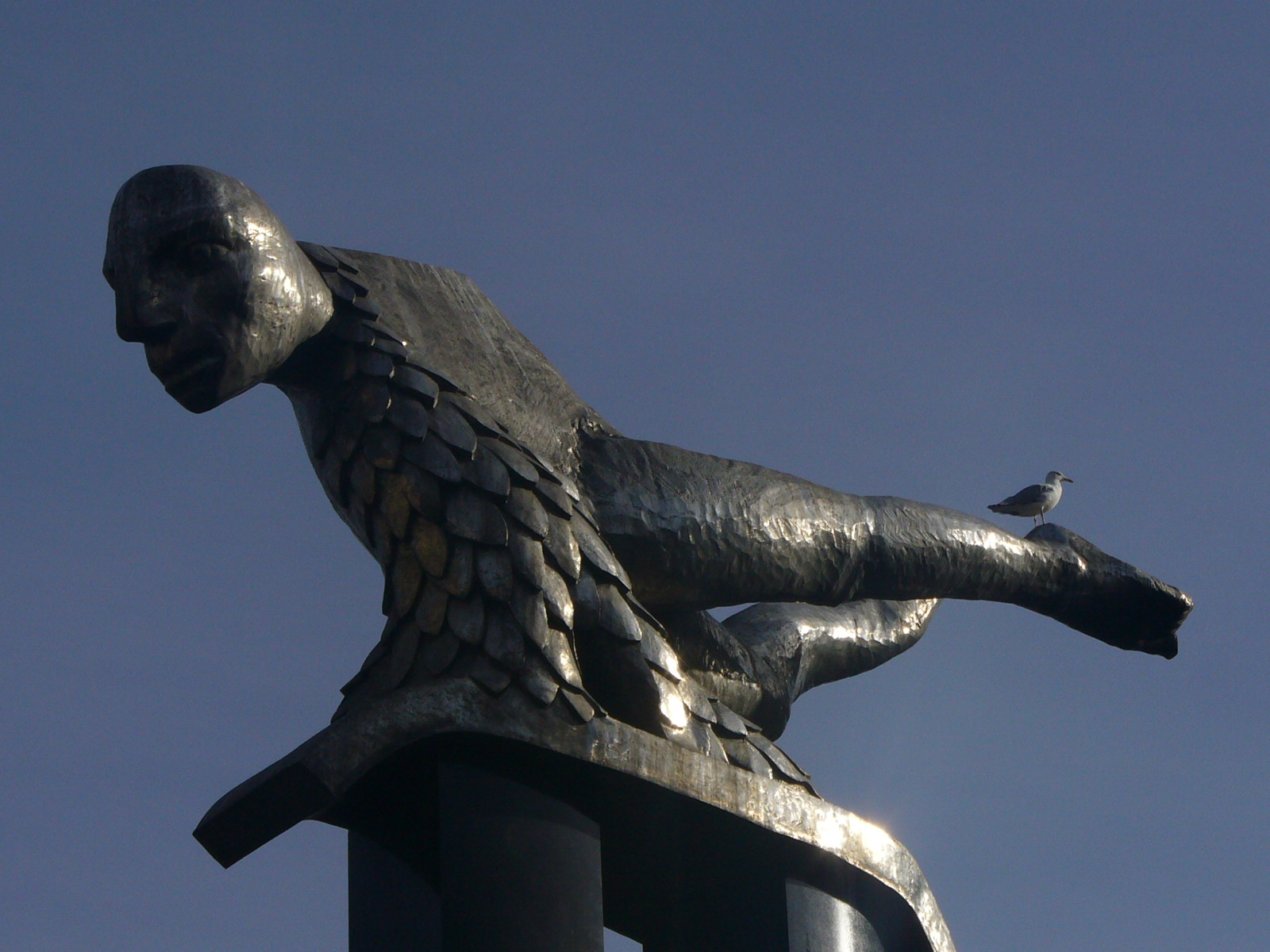
Detalle.
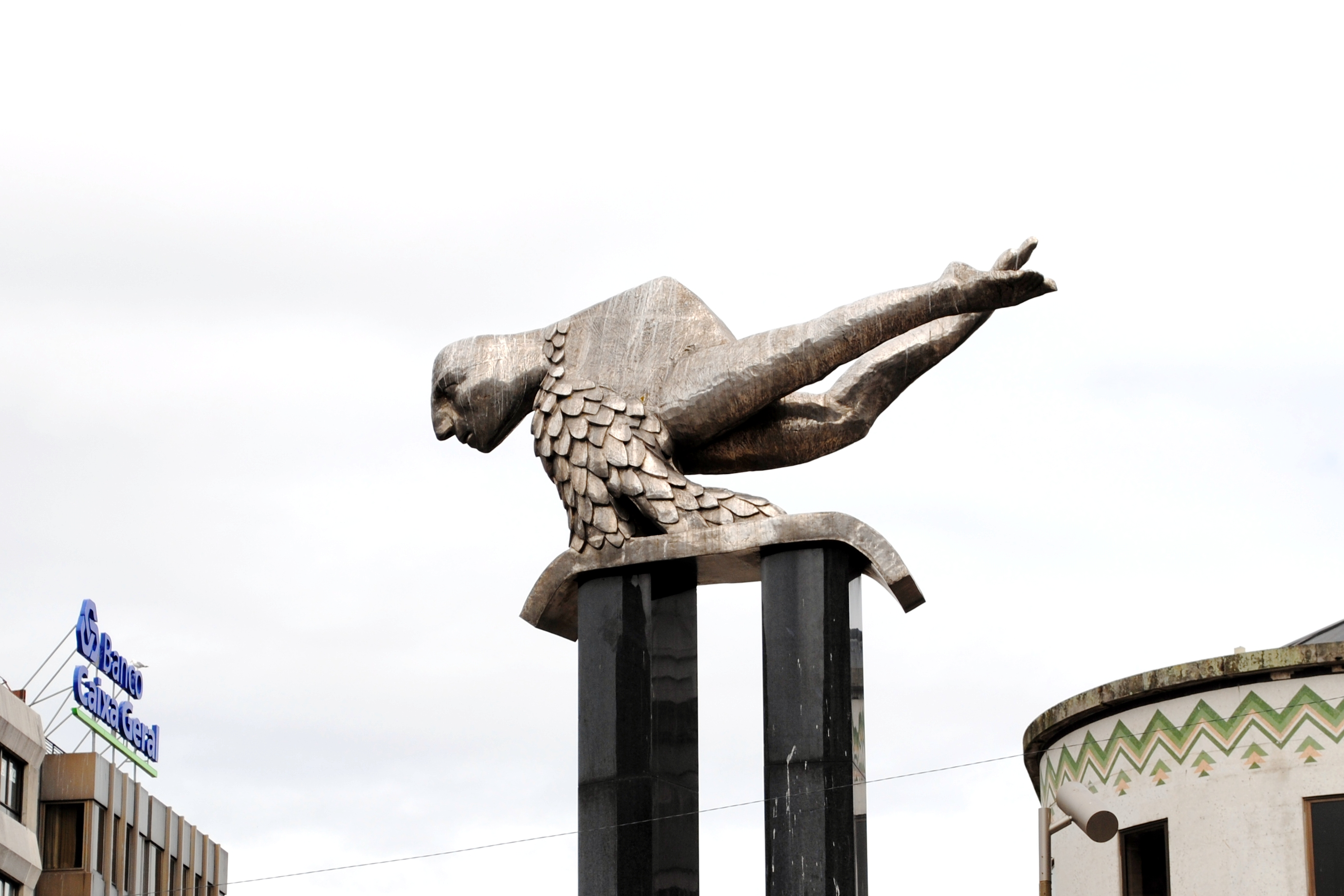
Detalle superior desde la calle Elduayen.
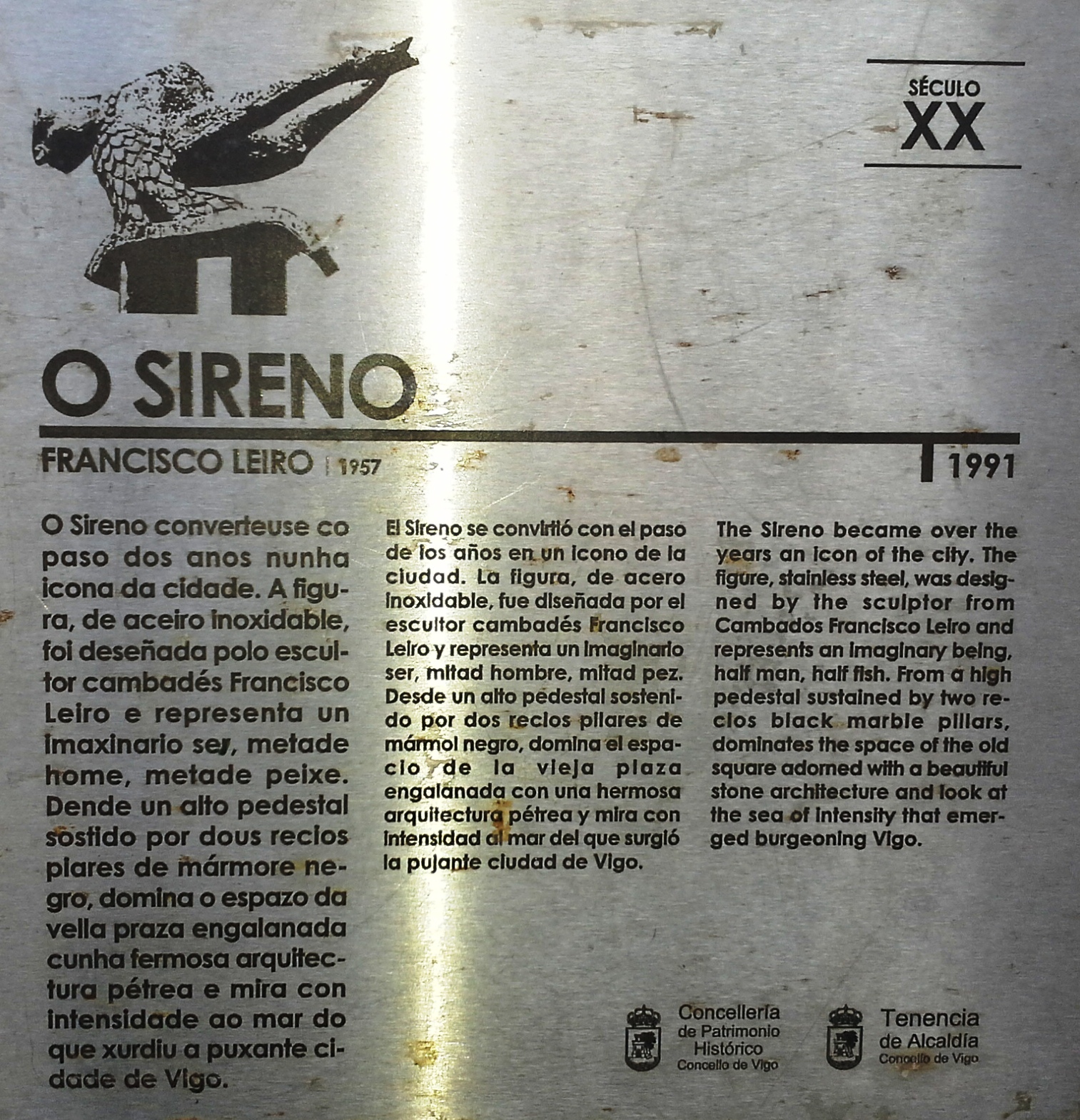
Placa trilingüe de la escultura.